# Larry Buchanan
Larry Buchanan (n. 31 ianuarie 1923, Texas, SUA – d. 2 decembrie 2004, Tucson, Arizona, SUA), născut Marcus Larry Seale Jr., a fost un regizor, producător și scenarist de filme B și de televiziune. Multe dintre titlurile sale au apărut pe listele cu "cel mai proaste filme" sau sunt în domeniul public, dar multe dintre ele au fost profitabile financiar. Este probabil cel mai faimos pentru filmele In the Year 2889, The Eye Creatures, Zontar, the Thing from Venus, Curse of the Swamp Creature, It's Alive! și Mars Needs Women.

## Tinerețe
Buchanan s-a născut în Lost Prairie, Texas, pe 31 ianuarie 1923.  El a fost orfan în copilărie și a fost crescut în Dallas într-un orfelinat. În timp ce creștea acolo, a devenit fascinat de filmele care au fost prezentate în cinematograful orfelinatului. La începutul vieții sale a crezut că va deveni misionar, dar a intrat în cele din urmă în industria cinematografică. 

## Carieră
Buchanan a vizitat Hollywoodul și a obținut un post la departamentul de recuzite al 20th Century Fox. În timp ce a lucrat aici, și-a început cariera în cinematografie. A jucat în câteva filme în această perioadă, iar studioul i-a dat numele de scenă "Larry Buchanan", pe care l-a folosit în întreaga sa carieră. El sa înscris în United States Army Signal Corps, pentru a învăța cum să regizeze. Aceasta avea sediul la New York, lucru care i-a permis să joace pe scenă seara.
La începutul anilor 1950, Buchanan a început să producă, să scrie, să editeze și să joace în propriile filme. Primul său film a fost un film de scurt metraj cu o singură rolă, The Cowboy în 1949, filmat în Dallas pentru 900 de dolari. Primul lui film de lungmetraj a fost Grubsteak (1952); el știa că Stanley Kubrick lucra la New York în acest moment. Kubrick s-a oferit să lucreze ca director de imagine, dar a vrut mai mulți bani decât Buchanan era dispus să-i plătească. Buchanan a lucrat ca asistent al regizorului George Cukor la filmul acestuia " The Marrying Kind" (1952). 
Buchanan este probabil cel mai bine cunoscut pentru filmele sale exploitation, science fiction și în alte genuri, inclusiv 
Buchanan is perhaps best known for exploitation, science fiction, and other genre films, including Free, White and 21, High Yellow, The Naked Witch (produs doar cu 8.000 $), The Loch Ness Horror și Mistress of the Apes. Printre lucrările lui Buchanan se află opt filme direct-pentru-televiziune pe care le-a scris, produs și regizat sub sigla propriei sale companii de producție, Azalea Films, la mijlocul și la sfârșitul anilor 1960, pentru American International Pictures, acestea sunt încă considerate filme de cult (idol) de către fanii săi. Filmele  The Eye Creatures, Zontar, The Thing from Venus, Creature of Destruction, Mars Needs Women, In the Year 2889, Curse of the Swamp Creature, Hell Raiders și It's Alive! au fost în mare parte refaceri ale filmelor AIP produse un deceniu mai devreme. Instrucțiunile AIP pentru Buchanan au fost: "Vrem filme color ieftine, produse la repezeală, să aibă vreo optzeci de minute și le vrem acum".
În 1964, Buchanan a regizat filmul The Trial of Lee Harvey Oswald (Procesul lui Lee Harvey Oswald), care a prezentat o istorie alternativă în care John F. Kennedy și Lee Harvey Oswald au supraviețuit asasinării lui Kennedy. În 1984 a produs Down on Us în care a acuzat guvernul Statelor Unite de moartea lui Jimi Hendrix, a lui Jim Morrison și a lui Janis Joplin. 
Printre caracteristicile notabile ale filmelor lui Buchanan au fost: 
- monștri cu ochi din mingii de ping pong;
- filmări day-for-night cu un gel albastru întins peste obiectivul camerei[8]
- valori de producție extrem de scăzute;
- un actor principal cât de cât cunoscut (cum ar fi John Ashley sau John Agar).

## Viața ulterioară, moartea și moștenire
Buchanan a murit la Tucson, Arizona, la 2 decembrie 2004, la vârsta de 81 de ani. El a murit din cauza complicațiilor apărute la un plămân, conform soției sale, Joan Buchanan (ei au fost căsătoriți timp de 52 de ani). Buchanan a lăsat în urma sa soția, o fiică și trei fii. 
După moartea sa, un necrolog din The New York Times a rezumat munca sa astfel: "O calitate care reiese din filmele lui Buchanan este că: nu au fost atât de rele, ele au fost foarte rele, profund, orbitor, nemaipomenit de proaste. Munca sa îmi amintește de o replică celebră a lui   HL Mencken, care, descriind proza președintelui Warren G. Harding, a spus, "Este atât de proastă încât un fel de grandoare se strecoară în ea.""

## Filmografie
- The Cowboy (scurtmetraj) (1951)
- Grubstake (1952)
- A Taste of Venom (1956)
- The Naked Witch (1961)
- Common Law Wife (1963)
- Free, White and 21 (1963)
- Naughty Dallas (1964)
- Under Age (1964)
- The Trial of Lee Harvey Oswald (1964)
- The Eye Creatures (1965)
- High Yellow (1965)
- Zontar, the Thing from Venus (1966)
- Curse of the Swamp Creature (1966)
- Sam (1967)
- Mars Needs Women (1967)
- In the Year 2889 (1967)
- Creature of Destruction (1967)
- Hell Raiders (1968)
- Comanche Crossing (1968)
- The Other Side of Bonnie and Clyde (1968)
- It's Alive! (1969)
- Strawberries Need Rain (1970)
- A Bullet for Pretty Boy (1970)
- The Rebel Jesus (1972)
- Goodbye, Norma Jean (1976)
- Hughes and Harlow: Angels in Hell (1978)
- Mistress of the Apes (1979)
- The Loch Ness Horror (1981)
- Down on Us (1984)
- Goodnight, Sweet Marilyn (1989)
- The Copper Scroll of Mary Magdalene (2004)